# Bonte reuzenschorsrat
De bonte reuzenschorsrat (Phloeomys cumingi) is een knaagdier uit het geslacht Phloeomys dat voorkomt in de Filipijnen in de provincies Camarines Sur, Laguna en Quezon in het zuiden van Luzon en op Catanduanes en Marinduque. Hij leeft in laaglandregenwoud van 150 tot 900 m hoogte. Hoewel deze soort vrij algemeen is, wordt hij hevig bejaagd en wordt zijn habitat vernietigd. Toch schijnen de aantallen niet af te nemen.
Vrouwtjes hebben slechts twee mammae. De bek is kort. De oren zijn bedekt met lange haren. De vacht is donkerbruin of zwart-wit. De staart is wat donkerder van kleur en korter dan de kop-romp. De voeten zijn lang, breed en naakt. Het gewicht bedraagt 1,45 tot 2,10 kilo, de kop-romplengte 440 tot 482 mm, de staartlengte 320 tot 350 mm, de voorvoetlengte 43,4 mm, de achtervoetlengte 70 mm, de oorlengte 25,4 mm. Het caecum is zeer groot, groter dan de maag.
Er wordt maar één jong per keer geboren, dat meestal wordt geboren in december, en nooit tussen januari en mei (het droge seizoen op Luzon). Het pasgeboren jong blijft aan de tepel hangen en wordt door de moeder verzorgd. Deze soort is ook in gevangenschap gehouden. Een exemplaar in de dierentuin van Washington is 13,5 jaar oud geworden.
De soort leeft half ondergronds, maar ook in bomen. Mogelijk zijn de holen waarin hij leeft niet door P. cumingi gegraven, maar door andere dieren. Ze zijn rustig in gevangenschap. De soort is meestal solitair, maar soms zijn er kleine groepjes. Ze grommen als ze geïrriteerd worden. De soort eet allerlei plantaardig en dierlijk voedsel, zelfs hout.
De soort wordt veel door mensen bejaagd. Hij wordt gebruikt als medicijn door de lokale bevolking: water met haren van deze soort zouden helpen tegen maagkrampen. In de soort is een unieke parasitische nematode gevonden, Neoheligmonella schauenbergi.